# Pinball Hall of Fame: The Gottlieb Collection
Pinball Hall of Fame: The Gottlieb Collection es un videojuego de pinball desarrollado por FarSight Studios y publicado por Crave Entertainment para las consolas Xbox, Nintendo GameCube, PlayStation 2 y PlayStation Portable. Las versiones de Xbox y GameCube únicamente llegaron al mercado en Estados Unidos en 2004 y 2005 respectivamente, mientras que ambas versiones de PlayStation llegaron tanto al mercado estadounidense como al mercado europeo. Ninguna de las versiones del juego llegó nunca a Japón.